# Jimmy Bullard
James Richard Bullard (Londra, 23 ottobre 1978) è un ex calciatore e personaggio televisivo inglese, di ruolo centrocampista.

## Carriera

### Calciatore
Dopo aver giocato nel Wigan Athletic, nel 2006 si trasferisce al Fulham con la cui maglia debutta il 20 agosto. Il 9 settembre è vittima di un grave infortunio al ginocchio che gli impedirà di scendere nuovamente in campo per tutto il 2007. Nel 2008 riesce ad entrare nel giro della Nazionale inglese di Fabio Capello che nell'agosto lo convoca per le partite di qualificazione ai Mondiali 2010 contro Croazia e Andorra, senza tuttavia scendere in campo. Nel gennaio 2009 passa alla neopromossa Hull City; a settembre 2011 firma un contratto con l'Ipswich Town.
Il 2 ottobre 2012 rescinde il contratto con il Milton Keynes Dons e a quasi 34 anni si ritira dal calcio giocato a causa dei ripetuti infortuni.

## Televisione
Nel 2014, Jimmy Bullard (conosciuto anche come "Foggy") partecipa a I'm a Celebrity, Get Me Out of Here, un programma televisivo su iTV2, simile all'Isola dei famosi, in cui i concorrenti devono superare diverse prove nella giungla per guadagnare punti e vincere il premio finale.
È stato inoltre ospite nelle trasmissioni Reality Bites, Sunday Brunch, Celebrity Juice e Play to the Whistle
Dal 2016 conduce, insieme al presentatore John "Fenner" Fendley, la trasmissione sportiva Soccer AM, in onda su Sky Sports.

## Palmarès

### Club

#### Competizioni nazionali
- Second Division: 1

Wigan: 2002-2003

### Individuale
- Squadra dell'anno della PFA: 1

2002-2003 (Division Two)
- FA Premier League Player of the Month: 1

2009-2010 - Novembre